# Martin Latka
Martin Latka (ur. 28 września 1984 w Hluboce nad Vltavou) – piłkarz czeski grający na pozycji środkowego obrońcy.

## Kariera piłkarska
Swoją karierę piłkarską Latka rozpoczął w klubie Tatran Hluboká nad Vltavou. W 1992 roku podjął treningi w SK České Budějovice. 4 sierpnia 2002 zadebiutował w jego barwach w pierwszej lidze czeskiej w przegranym 1:3 domowym meczu ze Spartą Praga. W klubie z Czeskich Budziejowic grał przez rok.
W 2003 roku Latka przeszedł do Slavii Praga. W Slavii swój debiut zanotował 16 sierpnia 2003 w przegranym 1:2 wyjazdowym spotkaniu z Viktorią Pilzno. W 2005 roku został uznany Talentem Roku w Czechach. W 2006 roku został wypożyczony do Birmingham City, w którym zadebiutował 1 lutego 2006 w wyjazdowym meczu z Liverpoolem (1:1). Na koniec sezonu spadł z Birmingham z Premier League do Football League Championship i wrócił do Slavii. W sezonach 2007/2008 i 2008/2009 wywalczył z nią dwa tytuły mistrza Czech.
W 2009 roku Latka został zawodnikiem klubu Panionios Ateny. W greckiej lidze swój debiut zaliczył 1 lutego 2009 w zwycięskim 3:0 domowym meczu z Panathinaikosem. W zespole Panioniosu występował do końca sezonu 2010/2011.
W 2011 roku Latka wrócił do Slavii Praga. W 2013 roku przeszedł do Fortuny Düsseldorf. W latach 2014–2016 ponownie grał w Slavii, a latem 2016 przeszedł do Slovana Liberec.
| Sezon   | Klub                | Kraj   | Rozgrywki      | Mecze | Bramki |
| ------- | ------------------- | ------ | -------------- | ----- | ------ |
| 2002/03 | SK České Budějovice | Czechy | Gambrinus Liga | 22    | 3      |
| 2003/04 | Slavia Praga        | Czechy | Gambrinus Liga | 24    | 1      |
| 2004/05 | Slavia Praga        | Czechy | Gambrinus Liga | 28    | 5      |
| 2005/06 | Slavia Praga        | Czechy | Gambrinus Liga | 13    | 2      |
| 2005/06 | Birmingham City     | Anglia | Premier League | 6     | 0      |
| 2006/07 | Slavia Praga        | Czechy | Gambrinus Liga | 18    | 0      |
| 2007/08 | Slavia Praga        | Czechy | Gambrinus Liga | 12    | 0      |
| 2008/09 | Slavia Praga        | Czechy | Gambrinus Liga | 8     | 0      |
| 2008/09 | Panionios Ateny     | Grecja | Superleague    | 9     | 0      |
| 2009/10 | Panionios Ateny     | Grecja | Superleague    | 21    | 3      |
| 2010/11 | Panionios Ateny     | Grecja | Superleague    | 24    | 0      |
| 2011/12 | Slavia Praga        | Czechy | Gambrinus Liga | 19    | 2      |
| 2012/13 | Slavia Praga        | Czechy | Gambrinus Liga | 14    | 2      |
| 2012/13 | Fortuna Düsseldorf  | Niemcy | Bundesliga     | 13    | 0      |
| 2013/14 | Fortuna Düsseldorf  | Niemcy | 2. Bundesliga  | 17    | 2      |
| 2014/15 | Slavia Praga        | Czechy | Gambrinus Liga | 19    | 2      |
| 2015/16 | Slavia Praga        | Czechy | Gambrinus Liga | 13    | 0      |
| 2016/17 | Slovan Liberec      | Czechy | Gambrinus Liga | 9     | 0      |

## Kariera reprezentacyjna
Latka grał w reprezentacji Czech na różnych szczeblach wiekowych. W 2003 roku wystąpił na Mistrzostwach Świata U-20. W dorosłej reprezentacji zadebiutował 14 listopada 2012 w wygranym 3:0 towarzyskim meczu ze Słowacją, rozegranym w Ołomuńcu.